# Carlos Alvarado
Carlos Alvarado (nascido em 8 de dezembro de 1954) é um ex-ciclista olímpico costa-riquenho. Representou sua nação nos Jogos Olímpicos de Verão de 1976, na prova de corrida individual em estrada.